# Muamer Zukorlić
Muamer Zukorlić, född 15 februari 1970 i Orlje nära Tutin, död 6 november 2021 i Novi Pazar, var en bosniakisk ledare för det Islamiska samfundet i Serbien. Hans officiella titel var Mufti av Sandžak eftersom det Islamiska samfundet i Serbien erkänner Stormuftin av Bosnien som sitt religiösa överhuvud. Zukorlić är också en av de främsta förespråkarna av kravet på utökad autonomi åt den bosniakdominerade regionen Sandžak.